# Автокорреляция
Автокорреляция — статистическая взаимосвязь между последовательностями величин одного ряда, взятыми со сдвигом, например, для случайного процесса — со сдвигом по времени.
Данное понятие широко используется в эконометрике. Наличие автокорреляции случайных ошибок регрессионной модели приводит к ухудшению качества МНК-оценок параметров регрессии, а также к завышению тестовых статистик, по которым проверяется качество модели (то есть создается искусственное улучшение качества модели относительно её действительного уровня точности). Поэтому тестирование автокорреляции случайных ошибок является необходимой процедурой построения регрессионной модели.
Коэффициенты автокорреляции также имеют самостоятельное важное значение для моделей временных рядов ARMA.

## Тестирование автокорреляции
Чаще всего тестируется наличие в случайных ошибках авторегрессионного процесса первого порядка.
Для тестирования нулевой гипотезы, о равенстве коэффициента автокорреляции нулю чаще всего применяют критерий Дарбина-Уотсона. При наличии лаговой зависимой переменной в модели данный критерий неприменим, можно использовать асимптотический h-тест Дарбина. 
Оба эти теста предназначены для проверки автокорреляции случайных ошибок первого порядка. Для тестирования автокорреляции случайных ошибок большего порядка можно использовать более универсальный асимптотический LM-тест Бройша-Годфри. В данном тесте случайные ошибки не обязательно должны быть нормально распределены. Тест применим также и в авторегрессионных моделях (в отличие от критерия Дарбина-Уотсона).
Для тестирования совместной гипотезы о равенстве нулю всех коэффициентов автокорреляции до некоторого порядка можно использовать Q-тест Бокса — Пирса или Q-тест Льюнга-Бокса

## Автокорреляционная функция
Автокорреляционная функция показывает зависимость автокорреляции от величины сдвига во времени. При этом предполагается стационарность временного ряда, означающая в том числе независимость автокорреляций от момента времени. Анализ автокорреляционной функции (вместе с частной автокорреляционной функцией) позволяет проводить идентификацию порядка ARMA-моделей.